# Flipper (grafikai processzor)

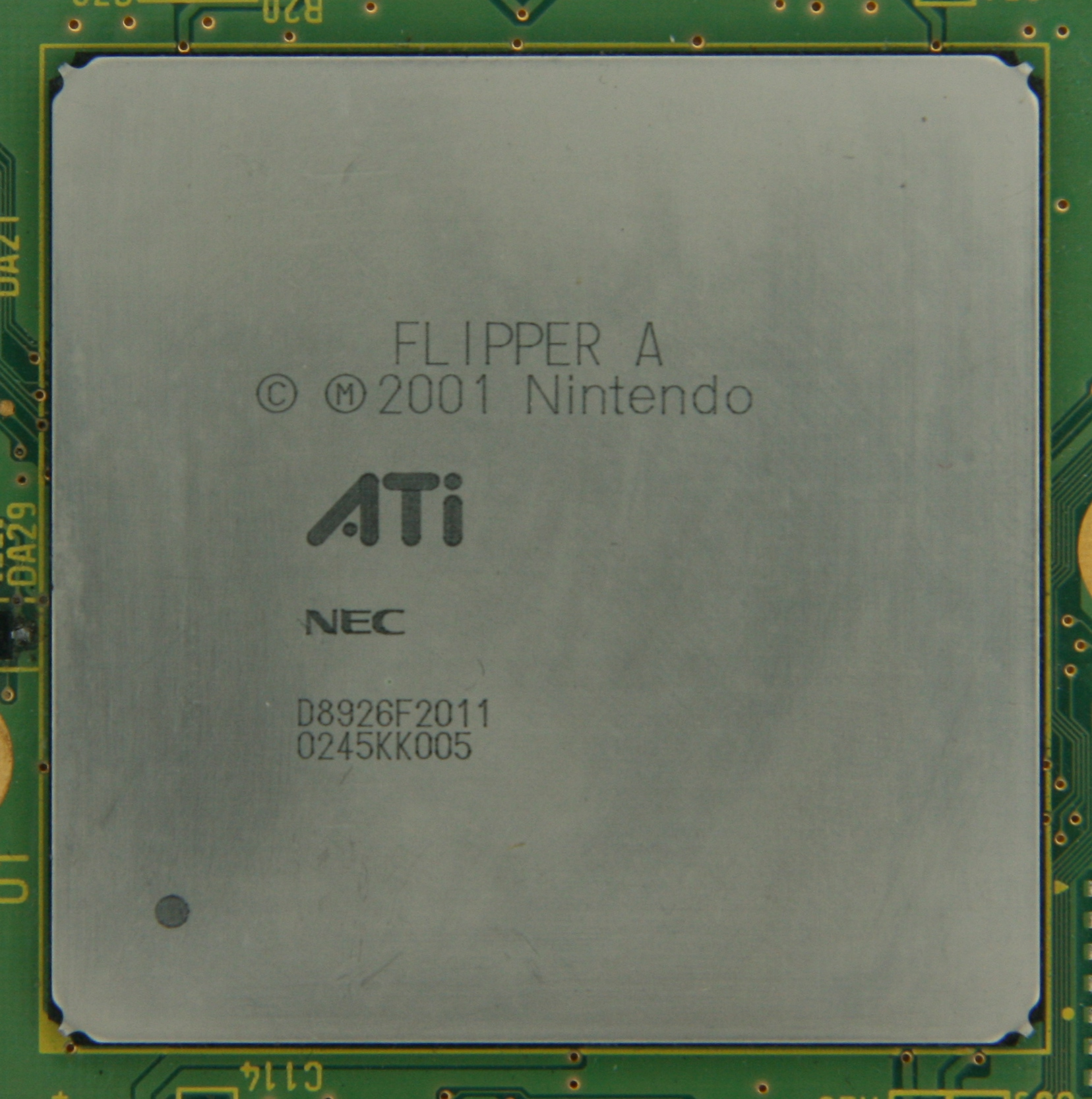
ATI Flipper csip az alaplapon

A Flipper a Nintendo GameCube játékkonzol grafikai processzorának (GPU) a kódneve. A processzort 1998-ban kezdte fejleszteni az ArtX cég a Nintendo megrendelésére, és 1999-ben már elkészültek az első mintákkal. A csip 2000-re került gyártható állapotba, majd végül 2001-ben a GameCube játékkonzolban jelent meg, immár az ATI neve alatt (az ATI 2000 első felében felvásárolta az ArtX céget). A játékkonzolban a csip nemcsak a grafikai feladatokat végzi, hanem a konzol be- és kimeneteinek kezeléséért, az audió- és egyéb funkciókért is felelős.

## Tervezés
Az ArtX céget 1997-ben alapította az SGI-ből kivált 20 mérnök. A cég grafikai csipeket tervezett a PC piacra, majd 1998-ban a Nintendóval szerződött a cég negyedik, „Dolphin” kódnevű játékkonzolja központi logikájának és grafikai processzorának kifejlesztésére. A grafikai vezérlő a „Flipper” kódnevet kapta, fejlesztésében részt vettek a Nintendo mérnökei is, például Howard Cheng és Rob Moore csapata a Nintendo technológiai fejlesztési részlegén (NTD Inc.). A Nintendo mérnökeinek ekkor még nem volt semmi tapasztalata a grafikai rendszerek fejlesztésében, az ArtX mérnökeinek, lévén volt SGI alkalmazottak, annál inkább. A fejlesztésre hatással voltak a Nintendo 64 grafikai processzorával, az SGI Reality Co-Processor-ral szerzett tapasztalatok.
A processzor tervezése 1998-ban kezdődött, 1999-re eljutottak a kapuk és a szilíciumcsip kezdeti változatáig
és elkészültek az első minták. A csip 2000-re készen állt a gyártásra. A céget ekkor az ATI felvásárolta, mivel be akart lépni a játékkonzolok és grafikai csipek piacára.

## Jellemzők
A Flipper processzor gyakorlatilag a GameCube konzol legfőbb, központi egysége, hozzá csatlakozik a Gekko CPU, a különböző memóriák, soros és párhuzamos portok, modem, lemezvezérlő, videókódoló DAC és audió egységek.
A Flipper csip 0,18 µm-es technológiával készült, 51 millió tranzisztort tartalmaz, órajele 162 MHz.
A NEC gyártja, mérete kb. 106 mm².
A Gekko processzor felé 64 bites interfésszel rendelkezik, amely 162 MHz-es órajelen működik, mint maga a Flipper csip.
Adatok:
- Név: Flipper
- Gyártó: ArtX / Nintendo (az ArtX 2000 óta az ATI része, ami most az AMD-hez tartozik)
- Gyártási eljárás: 0,18 mikronos NEC Embedded DRAM
- Tranzisztorok száma: 51 millió (ennek kb. a felét az 1T-SRAM foglalja)
- Órajel: 162 MHz
- Teljesítmény: 9,4 GFLOPS (máshol 8,6 GFLOPS)
  - textúrák egy renderelési menetben: 8
  - videó módok:
    - 720 × 480 váltottsoros (480i), 60 Hz-en
    - 720 × 576 váltottsoros (567i), 50 Hz (PAL esetén)
    - 720 × 480 progressive scan (480p) 60 Hz (csak NTSC)

  - poligon teljesítmény: 40 millió poligon/másodperc (csúcs) minden efefktusban
- Memória
  - 3 MiB csipre integrált 1T-SRAM: 2 MiB Z-buffer + 1 MiB textúra gyorsítótár
  - beépített frame buffer és Z-buffer:
    - méret: kb. 2 MiB (1 MiB a puffernek)
    - latencia: 5 ns
    - RAM típusa: 1T-SRAM

  - beépített textúra gyorsítótár:
    - méret: kb. 1 MiB
    - latencia: 5 ns
    - RAM típusa: 1T-SRAM

  - Textúra olvasási sávszélesség: 10,4 GB/s csúcsüzemben
  - Fő memória sávszélesség: 2,6 GB/s csúcsüzemben
  - Színmélység
    - 24 bites RGB / 32 bites RGBA
    - 24 bites Z-puffer

  - Képi funkciók: köd, pixel alatti élsimítás, 8 hardveres fényforrás, alpha blending, virtuális textúra design, multi-textúrázás, bump mapping, környezet leképezés (mapping), mip mapping, bilineáris/trilineáris/anizotrópikus filterezés, valós idejű textúra-tömörítés és dekompresszió (S3TC), valós idejű display list dekompresszió, hardveres 3 soros deflickering (remegéselvonó) filter.
- Analóg AV kimenet:
  - PAL kimenet: kompozit (CVBS) – RGB jel, szabadalmaztatott multi-AV port[5]
  - NTSC kimenet: kompozit (CVBS) –, S-Video (YC) jel, szabadalmazott multi-AV port
- Digitális AV kimenet:
  - Komponens (YPbPr) szabadalmaztatott Digital AV port[6] (a 2004 májusa után gyártott konzolokban nincs[7])